# Mary Jo Duffy
Mary Jo Duffy (New York, 9 febbraio 1954) è una curatrice editoriale e fumettista statunitense, conosciuta per il suo lavoro per la Marvel Comics negli anni '80 e per la DC Comics e Image Comics negli anni '90.

## Biografia
Nativa dell'area di New York, Duffy ha frequentato il Wellesley College. Come giovane donna, aveva pubblicato lettere sulle colonne della lettera Marvel Comics a metà degli anni '70. Ha fatto un'apparizione in comicità come ricercatrice autografa in Iron Man # 103 (ottobre 1977). Il suo primo credito come editore è apparso nella cover de I Difensori # 61 datata luglio 1978.
I suoi lavori di scrittura per Marvel includevano Conan il Barbaro, Fallen Angels, Power Man e Iron Fist, Star Wars, Wolverine, e una biografia di San Francesco d'Assisi, Francis, Brother of the Universe. La sua serie su Power Man e Iron Fist è stata la più lunga e di maggior successo della serie, ed è stata famosa per l'utilizzo di un approccio spensierato e ironico in un momento in cui Marvel spingeva storie più oscure e più serie.
Negli anni '90 ha lavorato per altri editori, tra cui DC Comics, dove ha scritto i primi 14 numeri di Catwoman. Per l'impronta di Image Comics di Rob Liefeld negli Extreme Studios, ha scritto tutti i numeri della prima serie di Glory, tra marzo 1995 e aprile 1997, gli ultimi sei dei quali sono stati pubblicati dalla Maximum Press di Liefeld dopo la sua partenza da Image.
All'inizio degli anni 2000, ha scritto problemi di Marvel's I Difensori, mentre lavorava in una società di servizi finanziari a Lower Manhattan. Il suo lavoro in quell'azienda includeva la pianificazione, l'editing, la correzione di bozze e il confezionamento di un fumetto pubblicato dalla società. Ora lavora come receptionist presso U.S. Immigration Office a New York ed è stata largamente assente dalla scena editoriale. Ha fatto più annunci sulla sua pagina Facebook che ha creato una nuova società per auto-pubblicare il suo lavoro e incorporato Armin Armadillo Publishers nel 2008. A partire dal 2013, la società è elencata come inattiva.

## Pubblicazioni

### Claypool Comics
- Elvira: Mistress of the Dark #1–6, 111 (1993–2002)

### Dark Horse Comics
- Dark Horse Presents #56, 58, 67–69 (1991–1993)

### DC Comics
- 9-11: The World's Finest Comic Book Writers & Artists Tell Stories to Remember, Volume Two (2002)
- Batman #413 (1987)
- Batman: Black and White #4 (1996)
- Catwoman #1–14 (1993–1994)
- Detective Comics #582 (1988)

### Image Comics
- Bloodpool #2, Special #1 (1995–1996)
- Glory #1–15, #0 (1995–1996)

### Marvel Comics
- Akira #1–37 (1988–1996)
- The Amazing Spider-Man #278 (1986)
- Bizarre Adventures #27–28 (1981)
- Chuck Norris: Karate Kommandos #1–3 (1987)
- Classic X-Men #18, 20 (backup stories, 1988)
- Conan the Barbarian #146 (1983)
- Daredevil #157 (1979)
- Defenders #69 (1979)
- Defenders vol. 2 #12 (2002)
- Doom 2099 #25 (1995)
- Epic Illustrated #18–19, 21, 25, 30 (1983–1985)
- Fallen Angels #1–8 (1987)
- Francis, Brother of the Universe #1 (1980)
- Heroes for Hope Starring the X-Men #1 (1985)
- The Incredible Hulk Annual #11 (backup story, 1982)
- Marvel Comics Presents #14, 42, 56, 80 (1989–1991)
- Marvel Fanfare #10–11, 14, 38, 50 (1983–1990)
- Marvel Graphic Novel: The Punisher Assassins' Guild (1989)
- Marvel Graphic Novel: Willow (1988)
- Marvel Super-Heroes (vol. 2) #5–6 (1991)
- Marvel Team-Up #125 (Doctor Strange and the Scarlet Witch, 1983)
- Marvel Treasury Edition #24 (Hercules backup story); #26 (Hercules and Wolverine backup story, 1980)
- Marvel Two-in-One #49 (The Thing and Doctor Strange, 1979)
- Moon Knight (vol. 2) #5 (1985)
- The Order #1–6 (2002)
- Power Man and Iron Fist #56–84 (1979–1982)
- The Saga of Crystar, Crystal Warrior #1–11 (1983–1985)
- Savage Sword of Conan #83 (1982)
- Speedball #3, 5–10 (1988–1989)
- Star Wars #24, 70–77, 79–82, 85, 87–88, 90–97, 99–107, Annual #3 (1979–1986)
- What If...? #27 (X-Men, 1981)
- Wolverine (vol. 2) #25–30 (1990)
- X-Factor Annual #2 (1987)

### Maximum Press
- Glory #17–22 (1996–1997)

### WaRP Graphics
- Elfquest #21 (text article, 19)